# Корєнєв Дмитро Віталійович
Дмитро Віталійович Корєнєв (нар. 7 жовтня 1970) —радянський та український футболіст, нападник, згодом — півзахисник.

## Життєпис
Розпочав кар'єру в 1990 році в аматорському клубі «Темп» (Корсунь-Шевченківський), в складі якого зіграв 22 матчі та відзначився 3-ма голами. У 1991 році перейшов до клубу «Динамо» (Біла Церква), який наступного ж року був реорганізований у «Рось» (Біла Церква). Влітку 1993 року став гравцем ФК «Бориспіль», який наступного року об'єднався з військовим клубом та отримав назву «ЦСКА-Борисфен» (Київ). Навесні 1995 року на правах оренди перебрався до вінницької «Ниви», а влітку 1995 року перейшов до полтавської «Ворскли». Влітку 1997 року став гравцем охтирського «Нафтовика». Влітку 1998 року повернувся до київського ЦСКА. У 2001 році завершив кар'єру гравця у складі луцької «Волині».

## Досягнення
- Вища ліга чемпіонату України
  -  Бронзовий призер (1): 1997